# Donacoscaptes monodisa
Donacoscaptes monodisa là một loài bướm đêm trong họ Crambidae.